# Cidade das Estrelas

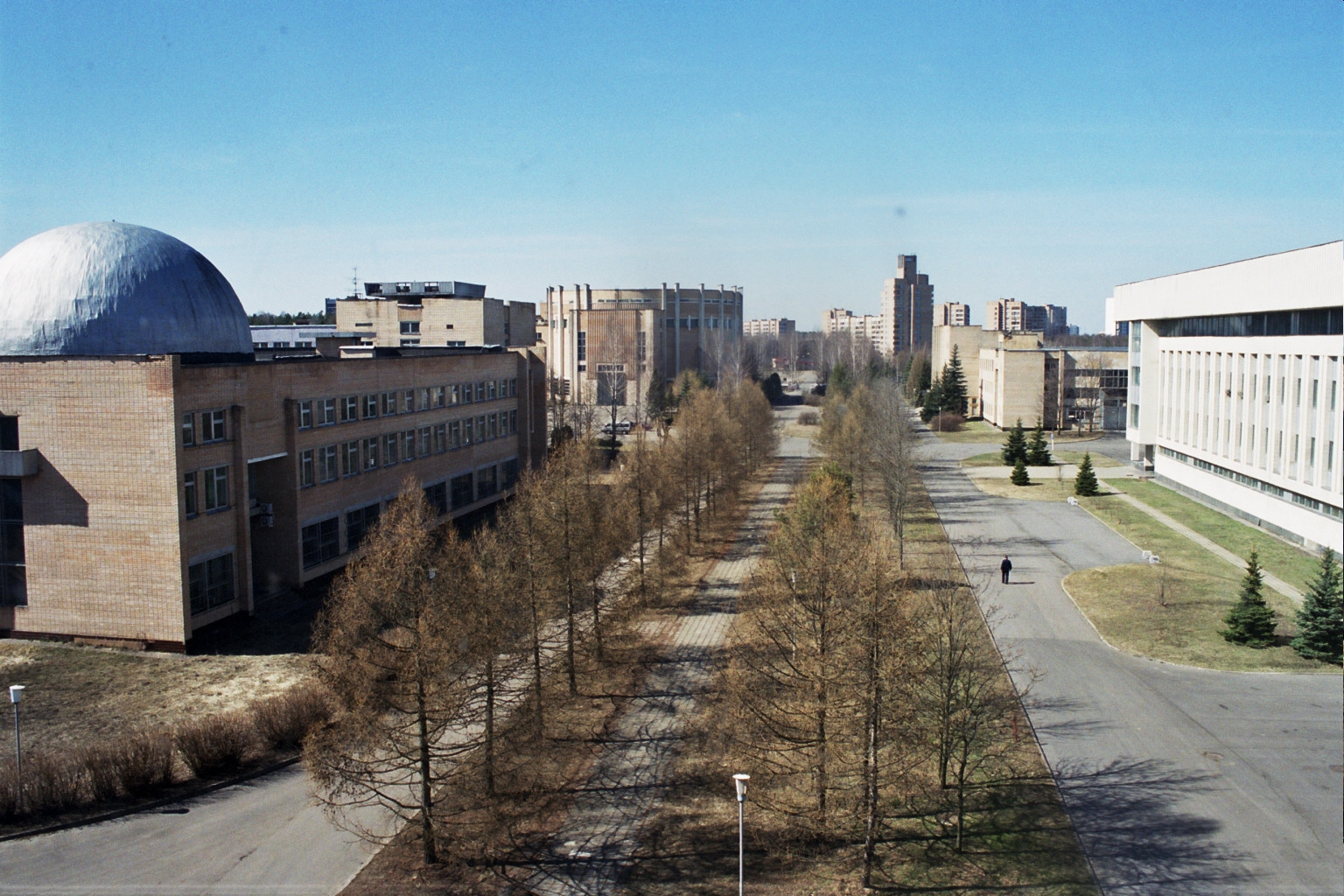
O Centro de Treinamento de Cosmonautas Yuri Gagarin na Cidade das Estrelas.

Cidade das Estrelas (em russo:  Звёздный Городо́к, Zvyozdny gorodok) é uma área do programa espacial russo de acesso altamente restrito a nordeste de Moscovo, onde os cosmonautas são treinados no Centro de Treinamento de Cosmonautas Yuri Gagarin desde os anos 60. Oficialmente, no passado, sob rígida e secreta administração militar, era conhecida como "vila militar fechada nº1" e em várias épocas também foi designada como Shchyolkovo-14 (Щёлково-14) e Zvyozdny (Звёздный).

## Visão geral
Inicialmente criado apenas com um corpo de 90 soldados e 99 funcionários, os cosmonautas da Federação Russa e seus antecessores da União Soviética tem morado e treinado na cidade desde os anos 60. No período soviético a cidade era altamente confidencial e de segurança máxima, completamente isolada do resto do mundo. Atualmente, vários cosmonautas russos e estrangeiros vivem na Cidade das Estrelas com suas famílias. Além dos cosmonautas profissionais, cidadãos de várias partes do mundo que vão ao espaço como "turistas espaciais", também vivem e são treinados ali. A cidade tem seu próprio correio, lojas, escola de jardim de infância, creche, cinema, uma estação ferroviária e um museu de viagens ao espaço. Um aeroporto, o aeroporto militar de Chkalovsky, que providencia transporte aéreo de e para a cidade, também fica nas proximidades.
O transporte terrestre compreende táxis e cerca de 380 ônibus que param nos postos de controle dos limites da base e também é acessível por uma estação de trem localizada a pouca distância da base, coberta a pé.
Além da estátua de Yuri Gagarin, um dos mais famosos monumentos existentes na Cidade das Estrelas, sempre fotografada por cosmonautas, astronautas, estudantes e visitantes, é uma estátua da cadela Laika, o primeiro animal a orbitar a Terra. O centro foi batizado com o nome de Gagarin em 30 de abril de 1968, em honra do primeiro homem no espaço, morto num acidente aéreo no ano anterior.

## Incorporação
O centro de treinamento esteve sob jurisdição das Forças Armadas soviéticas e russas até agosto de 1996, quando mudanças na legislação o colocaram sob jurisdição do Ministério da Defesa da Federação Russa e da Agência Espacial Russa, Roskosmos, tornando a Cidade das Estrelas e o Centro Gagarin uma organização civil.
Uma proposta para mudar oficialmente o nome do local para "Zvyozdny Gorodok" foi submetida ao governo federal em 29 de outubro de 2009 mas ainda não foi oficialmente aprovada.

## Galeria

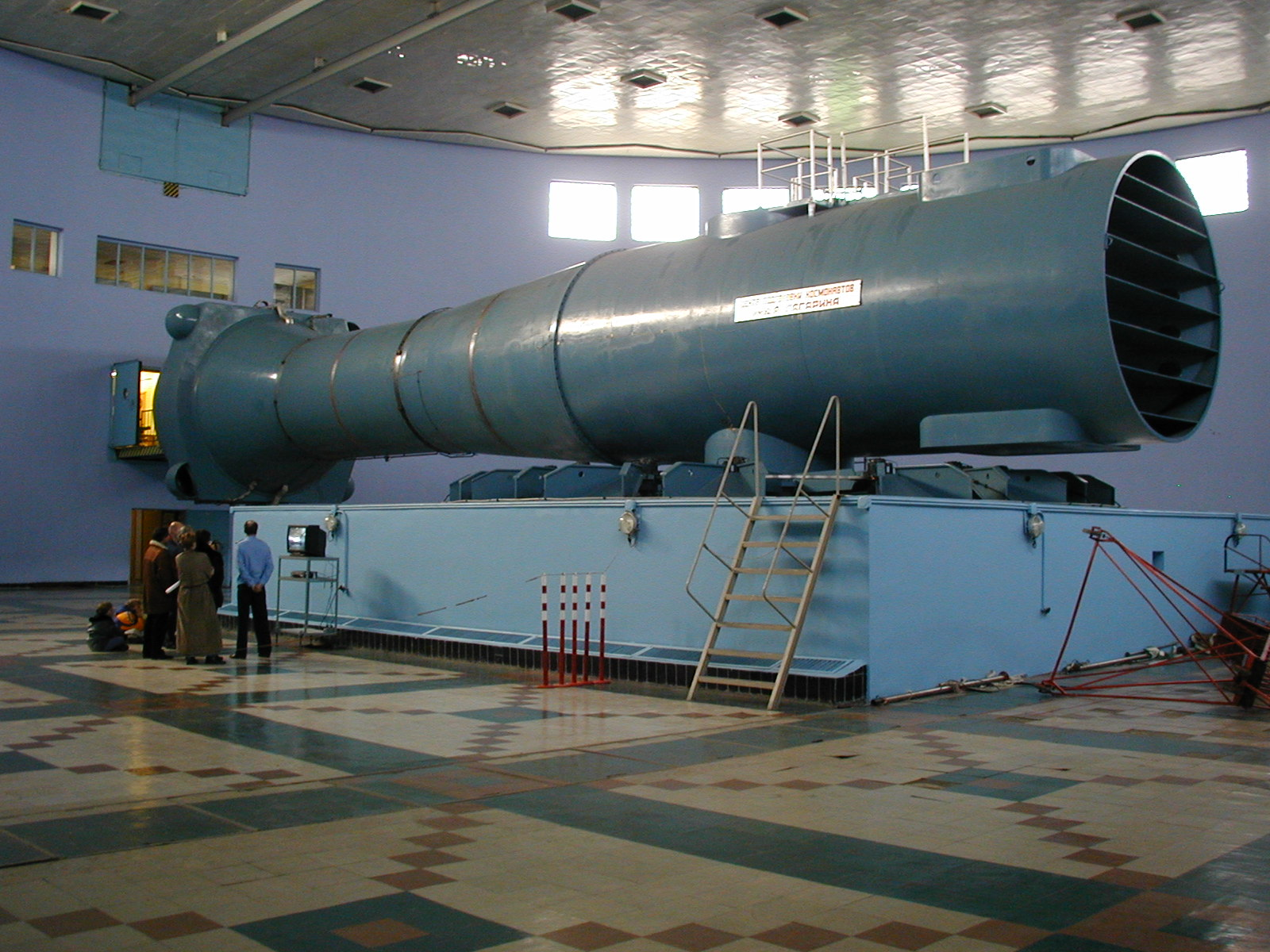
A grande centrífuga do centro de treinamento.
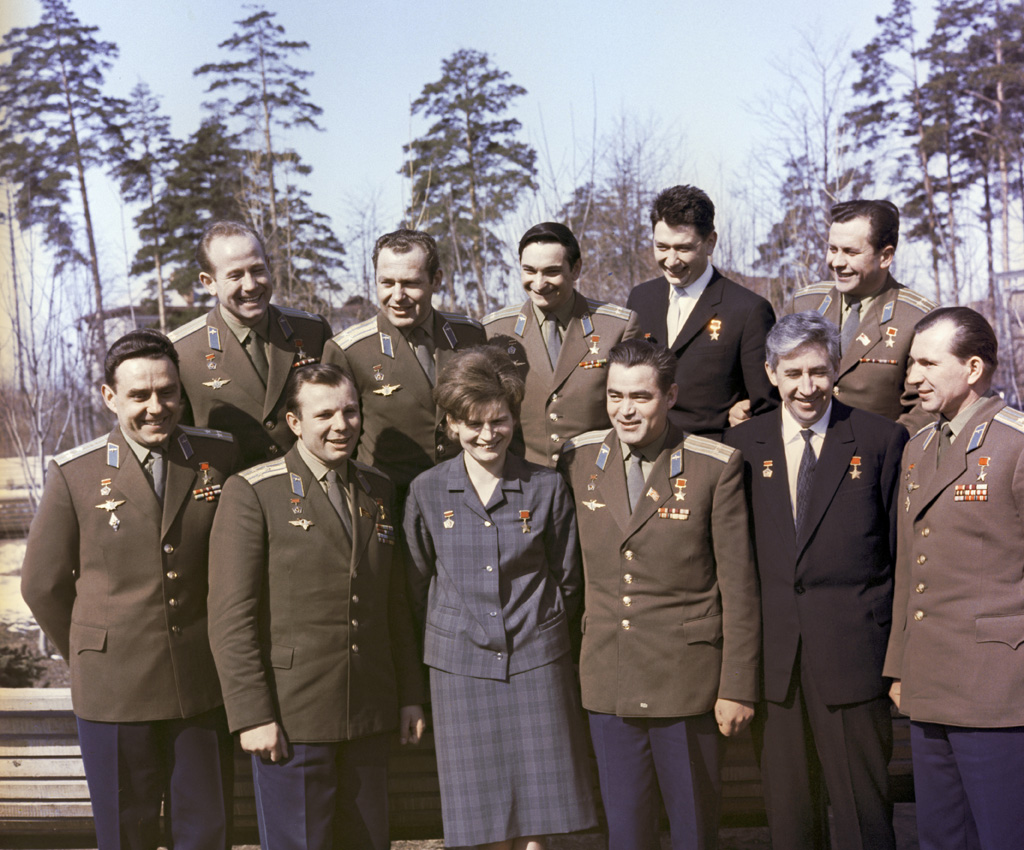
Foto de 1965 mostra alguns dos mais famosos cosmonautas soviéticos na Cidade das Estrelas. Entre eles, além de Gagarin, Valentina Tereshkova, Alexei Leonov, Gherman Titov e Vladimir Komarov.
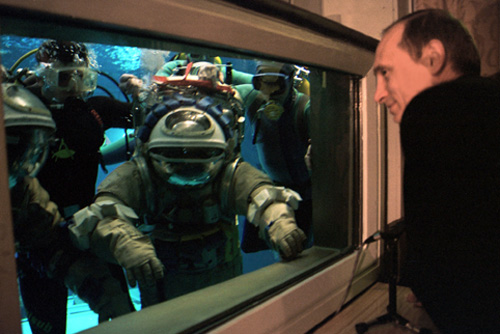
Vladimir Putin observa o treino de cosmonautas no grande tanque que simula as condições no espaço.